# Albert Methfessel
Albert Gottlieb Methfessel (Stadtilm, 6 d'octubre – Bad Gandersheim-Heckenbeck, 23 de març de 1869) fou un compositor i director d'orquestra alemany del Romanticisme.
Deixeble del seu pare feu tants grans progressos que als dotze anys ja havia compost diverses peces. El 1808 fou pensionat per la princesa de Rudolstadt perquè acabés els seus estudis a Dresden, i el 1810 fou nomenat músic de cambra de la cort de Schwarzburg, càrrec que abandonà el 1815 per a fixar la seva residència a Brunsvic, on es dedicà a l'ensenyança fins al 1822, en què passà a Hamburg com a director de música i professor de cant, fundant, a més, una societat coral que gaudí de llarga vida. Finalment, de 1831 a 1842 fou mestre de capella de la cort de Brunswick.
Es distingí particularment en la composició de lieder, balades, romances i cors, molts dels quals es feren populars. També deixà moltes composicions per a piano, l'oratori Das befreite Jerusalem i l'òpera Der Prinz von Basra.